# André Arcoverde de Albuquerque Cavalcanti
André Arcoverde de Albuquerque Cavalcanti (* 15. Dezember 1878 in Pesqueira, Brasilien; † 20. Juni 1955 in Taubaté) war ein brasilianischer Geistlicher und römisch-katholischer Bischof von Taubaté.

## Leben
André Arcoverde de Albuquerque Cavalcanti empfing am 28. Oktober 1904 das Sakrament der Priesterweihe.
Am 1. Mai 1925 ernannte ihn Papst Pius XI. zum ersten Bischof von Valença. Der Koadjutorerzbischof von São Sebastião do Rio de Janeiro, Sebastião Leme da Silveira Cintra, spendete ihm am 28. Oktober desselben Jahres die Bischofsweihe; Mitkonsekratoren waren der Bischof von Niterói, Agostinho Francisco Benassi, und der Bischof von Espírito Santo, Benedito Paulo Alves de Souza.
Pius XI. bestellte ihn am 8. August 1936 zum Bischof von Taubaté. Am 8. November 1941 nahm Papst Pius XII. das von Arcoverde de Albuquerque Cavalcanti vorgebrachte Rücktrittsgesuch an und ernannte ihn daraufhin zum Titularbischof von Limnae.